# Pakistanische Cricket-Nationalmannschaft in Indien in der Saison 2004/05
Die Tour der pakistanischen Cricket-Nationalmannschaft nach Indien in der Saison 2004/05 fand in zwei Teilen am 13. November 2004 und vom 8. März bis zum 17. April 2005 statt. Die internationale Cricket-Tour war Bestandteil der Internationalen Cricket-Saison 2004/05 und umfasste zunächst ein ODI und noch mal drei Tests und sechs ODIs. Pakistan gewann das alleinige ODI und die ODI-Serie 4–2, während die Test-Serie 1–1 unentschieden endete.

## Vorgeschichte
Vor dem ersten ODI spielteIndien eine Tour gegen Australien und Pakistan eine Tour gegen Sri Lanka. Vor dem zweiten Tourabschnitt spielte Indien eine Tour gegen Bangladesch und Pakistan ein Drei-Nationen-Turnier in Australien. Das letzte Aufeinandertreffen der beiden Mannschaften bei einer Tour fand in der Saison 2003/04 in Pakistan statt.
Ursprünglich sollte der zweite Test in Ahmedabad stattfinden, was Pakistan auf Grund der Sicherheitslage zu verhindern versuchte. Nach einer Boykott-Drohung änderte Indien die Ansetzung und vergab nach Ahmedabad stattdessen ein ODI.

## Stadien
Die folgenden Stadien wurden für die Tour als Austragungsort vorgesehen und am 15. Juli 2005 bekanntgegeben.
| Stadion                            | Stadt         | Kapazität | Spiele              |
| ---------------------------------- | ------------- | --------- | ------------------- |
| Sardar Patel Stadium               | Ahmedabad     | 54.000    | 4. ODI (F)          |
| M. Chinnaswamy Stadium             | Bangalore     | 42.000    | 3. Test             |
| Feroz Shah Kotla                   | Delhi         | 48.000    | 6. ODI (F)          |
| Keenan Stadium                     | Jamshedpur    | 19.000    | 3. ODI (F)          |
| Green Park Stadium                 | Kanpur        | 33.000    | 5. ODI (F)          |
| Jawaharlal Nehru Stadium           | Kochi         | 75.000    | 1. ODI (F)          |
| Eden Gardens                       | Kolkata       | 82.000    | 2. Test; 1. ODI (H) |
| Punjab Cricket Association Stadium | Mohali        | 35.000    | 1. Test             |
| ACA-VDCA Cricket Stadium           | Visakhapatnam | 30.000    | 2. ODI (F)          |

## Kaderlisten
Indien benannte seinen Test-Kader am 26. Februar und seinen ODI-Kader am 28. März 2005.
| Test | Test | ODI (F) | ODI (F) | ODI (H) | ODI (H) |
| Indien | Pakistan | Indien | Pakistan | Indien | Pakistan |
| --- | --- | --- | --- | --- | --- |
| - Sourav Ganguly (K) - Lakshmipathy Balaji - Rahul Dravid - Gautam Gambhir - Harbhanjan Singh - Dinesh Karthik (wk) - Murali Kartik - Zaheer Khan - Anil Kumble - VVS Laxman - Irfan Pathan - Virender Sehwag - Sachin Tendulkar | - Inzamam-ul-Haq (K) - Abdul Razzaq - Arshad Khan - Asim Kamal - Danish Kaneria - Kamran Akmal (wk) - Mohammad Khalil - Mohammad Sami - Mohammad Yousuf - Naved-ul-Hasan - Salman Butt - Shahid Afridi - Taufeeq Umar - Yasir Hameed - Younis Khan | - Sourav Ganguly (K) - Ajit Agarkar - Lakshmipathy Balaji - MS Dhoni (wk) - Rahul Dravid - Harbhanjan Singh - Mohammad Kaif - Murali Kartik - Zaheer Khan - Anil Kumble - Dinesh Mongia - Ashish Nehra - Irfan Pathan - Virender Sehwag - Sachin Tendulkar - Yuvraj Singh | - Inzamam-ul-Haq (K) - Abdul Razzaq - Arshad Khan - Danish Kaneria - Iftikhar Anjum - Kamran Akmal (wk) - Mohammad Hafeez - Mohammad Sami - Mohammad Yousuf - Naved-ul-Hasan - Salman Butt - Shahid Afridi - Younis Malik - Younis Khan | - Sourav Ganguly (K) - Rahul Dravid (wk) - Harbhanjan Singh - Ashish Nehra - Zaheer Khan - Mohammad Kaif - Irfan Pathan - VVS Laxman - Virender Sehwag - Sachin Tendulkar - Yuvraj Singh | - Inzamam-ul-Haq (K) - Abdul Razzaq - Kamran Akmal (wk) - Mohammad Sami - Naved-ul-Hasan - Salman Butt - Shahid Afridi - Shoaib Akhtar - Younis Malik - Younis Khan - Yousuf Youhana |

## Tour Matches
| 3. – 5. März Scorecard | Mohali | Pakistanis 273 (67.4) | – | Indian Board President’s XI 120-1 (34) |
|                        |        | Remis                 |   |                                        |

| 30. März Scorecard | Hyderabad | India A 189-7 (45)               | – | Pakistanis 190-2 (41) |
|                    |           | Pakistanis gewinnt mit 8 Wickets |   |                       |

## BCCI Plantinum Jubilee Match (ODI) in Kalkutta
Das Spiel wurde zur Feier des 70. Geburtstages des indischen Verbandes ausgetragen.
| 13. November Scorecard | Kalkutta | Indien 292-6 (50)              | – | Pakistan 293-4 (49) |
|                        |          | Pakistan gewinnt mit 6 Wickets |   |                     |

## Tests im Frühjahr

### Erster Test in Mohali
| 8. – 12. März Scorecard | Mohali | Pakistan 312 (86.4) & 496-9d (144) | – | Indien 516 (147.4) & 85-1 (17) |
|                         |        | Remis                              |   |                                |

### Zweiter Test in Kalkutta
| 16. – 20. März Scorecard | Kalkutta | Indien 407 (111.1) & 407-9d (104) | – | Pakistan 393 (113.1) & 226 (91.3) |
|                          |          | Indien gewinnt mit 195 Runs       |   |                                   |

### Dritter Test in Bangalore
| 24. – 28. März Scorecard | Bangalore | Pakistan 570 (167.5) & 261-2d (50) | – | Indien 449 (128.4) & 214 (90) |
|                          |           | Pakistan gewinnt mit 168 Runs      |   |                               |

Der Pakistaner Inzamam-ul-Haq wurde auf Grund zeigens von Unzufriedenheit über eine Schiedsrichter-Entscheidung für ein Spiel gesperrt.

## One-Day Internationals im Frühjahr

### Erstes ODI in Kochi
| 2. April Scorecard | Kochi | Indien 281-8 (50)          | – | Pakistan 194 (45.2) |
|                    |       | Indien gewinnt mit 87 Runs |   |                     |

### Zweites ODI in Visakhapatnam
| 5. April Scorecard | Visakhapatnam | Indien 356-9 (50)          | – | Pakistan 298 (44.1) |
|                    |               | Indien gewinnt mit 58 Runs |   |                     |

Der Pakistaner Inzamam-ul-Haq wurde offiziell verwarnt, als er sich zu deutlich über sein Ausscheiden ärgerte.

### Drittes ODI in Jamshedpur
| 9. April Scorecard | Jamshedpur | Pakistan 319-9 (50)           | – | Indien 213 (41.4) |
|                    |            | Pakistan gewinnt mit 106 Runs |   |                   |

Der indische Kapitän Sourav Ganguly wurde auf Grund zu langsamer Spielweise mit einer Geldstrafe belegt, ebenso wie das ganze indische Team.

### Viertes ODI in Ahmedabad
| 12. April Scorecard | Ahmedabad | Indien 315-6 (48/48)           | – | Pakistan 319-7 (48/48) |
|                     |           | Pakistan gewinnt mit 3 Wickets |   |                        |

Der indische Kapitän Sourav Ganguly wurde, nachdem das Team das zweite Mal in Folge zu langsam spielte, für sechs Spiele gesperrt.

### Fünftes ODI in Kanpur
| 15. April Scorecard | Kanpur | Indien 249-6 (50)              | – | Pakistan 252-5 (42.1) |
|                     |        | Pakistan gewinnt mit 5 Wickets |   |                       |

### Sechstes ODI in Delhi
| 17. April Scorecard | Delhi | Pakistan 303-8 (50)           | – | Indien 144 (37) |
|                     |       | Pakistan gewinnt mit 159 Runs |   |                 |

Der Veranstalter des ODIs verkündete zwei Wochen vor stattfinden, dass er sich nicht in der Lage sehe die Sicherheit zu garantieren. Daraufhin griff die indische Regierung ein und erklärte, dass es keine Probleme gäbe und das Spiel stattfinden könne.
In einer im Rahmen von Cricket-Diplomatie stattfindenden Besuch des pakistanischen Präsidenten Pervez Musharraf wurde als wichtiges Signal im Friedensprozess der beiden Länder angesehen.

## Statistiken
Die folgenden Cricketstatistiken wurden bei dieser Tour erzielt.
| Tests               | Tests      | Tests   | Tests   | Tests   | Tests   | Tests   | Tests   | Tests   |
| Batting             | Batting    | Batting | Batting | Batting | Batting | Batting | Batting | Batting |
| Spieler             | Mannschaft | Spiele  | Innings | Runs    | Average | HS      | 100s    | 50s     |
| ------------------- | ---------- | ------- | ------- | ------- | ------- | ------- | ------- | ------- |
| Virender Sehwag     | Indien     | 3       | 6       | 544     | 90,66   | 201     | 2       | 1       |
| Younis Khan         | Pakistan   | 3       | 6       | 508     | 101,60  | 267     | 2       | 1       |
| Inzamam-ul-Haq      | Pakistan   | 3       | 6       | 401     | 80,20   | 184     | 1       | 2       |
| Rahul Dravid        | Indien     | 3       | 5       | 333     | 66,60   | 135     | 2       | 1       |
| Sachin Tendulkar    | Indien     | 3       | 5       | 255     | 51,00   | 94      | 0       | 3       |
| Bowling             |            |         |         |         |         |         |         |         |
| Spieler             | Mannschaft | Spiele  | Overs   | Wickets | Average | BBI     | 5W      | 10W     |
| Danish Kaneria      | Pakistan   | 3       | 192.4   | 19      | 31,52   | 6/150   | 2       | 0       |
| Anil Kumble         | Indien     | 3       | 218.1   | 17      | 37,88   | 7/63    | 1       | 1       |
| Lakshmipathy Balaji | Indien     | 3       | 119.4   | 14      | 32,28   | 5/76    | 1       | 0       |
| Harbhajan Singh     | Indien     | 2       | 118.2   | 10      | 33,20   | 6/152   | 1       | 0       |
| Mohammad Sami       | Pakistan   | 3       | 143     | 10      | 49,30   | 3/82    | 0       | 0       |

| ODIs             | ODIs       | ODIs    | ODIs    | ODIs    | ODIs    | ODIs    | ODIs    | ODIs    |
| Batting          | Batting    | Batting | Batting | Batting | Batting | Batting | Batting | Batting |
| Spieler          | Mannschaft | Spiele  | Innings | Runs    | Average | HS      | 100s    | 50s     |
| ---------------- | ---------- | ------- | ------- | ------- | ------- | ------- | ------- | ------- |
| Rahul Dravid     | Indien     | 6       | 6       | 308     | 51,33   | 104     | 1       | 2       |
| Shoaib Malik     | Pakistan   | 6       | 6       | 269     | 44,83   | 75      | 0       | 3       |
| MS Dhoni         | Indien     | 6       | 6       | 261     | 43,50   | 148     | 1       | 0       |
| Virender Sehwag  | Indien     | 6       | 6       | 239     | 39,83   | 108     | 1       | 1       |
| Salman Butt      | Pakistan   | 6       | 6       | 235     | 39,16   | 101     | 1       | 0       |
| Bowling          |            |         |         |         |         |         |         |         |
| Spieler          | Mannschaft | Spiele  | Overs   | Wickets | Average | BBI     | 5W      | 10W     |
| Naved-ul-Hasan   | Pakistan   | 6       | 50.4    | 15      | 16,40   | 6/27    | 1       | 0       |
| Ashish Nehra     | Indien     | 5       | 45      | 11      | 27,09   | 4/72    | 0       | 0       |
| Arshad Khan      | Pakistan   | 4       | 30      | 9       | 16,55   | 4/33    | 0       | 0       |
| Sachin Tendulkar | Indien     | 6       | 35      | 7       | 28,42   | 5/50    | 1       | 0       |
| Zaheer Khan      | Indien     | 6       | 50.3    | 6       | 45,50   | 2/25    | 0       | 0       |

## Player of the Series
Als Player of the Series wurden die folgenden Spieler ausgezeichnet.
| Serie | Player of the Series |
| ----- | -------------------- |
| Test  | Virender Sehwag      |
| ODI   | Naved-ul-Hasan       |

### Player of the Match
Als Player of the Match wurden die folgenden Spieler ausgezeichnet.
| Spiel   | Player of the Match |
| ------- | ------------------- |
| 1. Test | Kamran Akmal        |
| 2. Test | Rahul Dravid        |
| 3. Test | Younis Khan         |
| 1. ODI  | Virender Sehwag     |
| 2. ODI  | MS Dhoni            |
| 3. ODI  | Naved-ul-Hasan      |
| 4. ODI  | Inzamam-ul-Haq      |
| 5. ODI  | Shahid Afridi       |
| 6. ODI  | Shoaib Malik        |